# Rhynchina sahariensis
Rhynchina sahariensis là một loài bướm đêm trong họ Erebidae.